# 1485
1485 (MCDLXXXVI) var ett normalår som började en lördag i den julianska kalendern.

## Händelser

### Augusti
- 22 augusti – Henrik VII besegrar Rikard III i slaget vid Bosworth Field. Då Rikard stupar i slaget utropar sig Henrik till kung av England och herre över Irland och därmed uppstiger Tudorätten på Englands tron. När Henrik ett halvår senare gifter sig med Elizabeth av York förenas de stridande ätterna Lancaster och York, vilket gör slut på det trettio år långa engelska inbördeskriget rosornas krig.

### Okänt datum
- En tredje svensk krigsexpedition skickas till Livland, för att bistå Riga mot Tyska orden.
- São Tomé blir en portugisisk koloni.[1]

## Födda
- 16 december – Katarina av Aragonien, drottning av England 1509–1533 (gift med Henrik VIII)
- Elisabet av Danmark (kurfurstinna av Brandenburg), dotter till kung Hans.
- Hernán Cortés, Mexikos erövrare.
- Sayyida al Hurra, marockansk drottning och pirat.
- Michelle de Saubonne, fransk hovfunktionär, konstmecenat och protestantisk humanist.

## Avlidna
- 16 mars – Anne Neville, drottning av England sedan 1483 (gift med Rikard III)
- 22 augusti – Rikard III, kung av England och herre över Irland sedan 1483 (stupad i slaget vid Bosworth Field).
- Françoise d'Amboise, saligförklarad hertiginna av Bretagne.

### Fotnoter
1. ↑  World Statesmen (läst 5 april 2011)